# Autoerotismo (psicanálise)
Autoerotismo é um conceito desenvolvido por Sigmund Freud para descrever um tipo de sexualidade que é orientada para o próprio corpo, prescindindo de um objeto externo. No sentido amplo, refere-se à masturbação, mas no sentido estrito, refere-se à satisfação das pulsões parciais que caracterizam à sexualidade infantil.
Na psicanálise, o conceito tem então duas dimensões:
 A) Em sentido amplo, qualidade do comportamento sexual em que o sujeito obtém satisfação recorrendo apenas ao seu próprio corpo, sem objeto externo: nesse sentido, fala-se da masturbação como um comportamento autoerótico.

B) Mais especificamente, qualidade do comportamento sexual infantil precoce, através do qual uma pulsão parcial, ligada ao funcionamento de um órgão ou à excitação de uma zona erógena, encontra a sua satisfação no mesmo local, ou seja:

1. Sem recorrer a um objeto externo;

2. Sem referência a uma imagem unificada do corpo, a um primeiro contorno de si, como o que caracteriza o narcisismo.